# Eois relaxaria
Eois relaxaria là một loài bướm đêm trong họ Geometridae.